# Burg Takatori
Die Burg Takatori (japanisch 高取城, Takatori-jō) befindet sich in der Stadt Takatori, Präfektur Nara. In der Edo-Zeit residierten dort zuletzt die Uemura als kleinere Fudai-Daimyō. Die Burg Takatori ist eine der „Drei großen Bergburgen Japans“ (日本三大山城, Nihon sandai yamashiro).

## Burgherren in der Edo-Zeit
- Ab 1600 ein Zweig der Honda mit 25.000 Koku,
- ab 1640 die Uemura mit 25.000 Koku.

## Geschichte
Die Burg wurde auf 583 m über dem Meer, beziehungsweise 390 m über dem Tal auf dem Takatori Berg angelegt. Es war Honda Toshitomo (本多 利朝; † 1566), ein höherer Vasall Toyotomi Hidenagas (豊臣 秀長; 1540–1591), der die aus dem Beginn des Mittelalters stammende Bergburg ausbesserte. Auch nach Hidenagas Tod blieben die Honda Burgherren. Im Jahr 1600 erhöhte Tokugawa Ieyasu das Einkommen der Honda auf 25.000 Koku. Das war die Zeit, in der die Burg ihre endgültige Gestalt erhielt. Im Jahr 1640 übernahmen die Uemura die Burg und residierten dort bis zur Meiji-Restauration 1868.

## Die Anlage

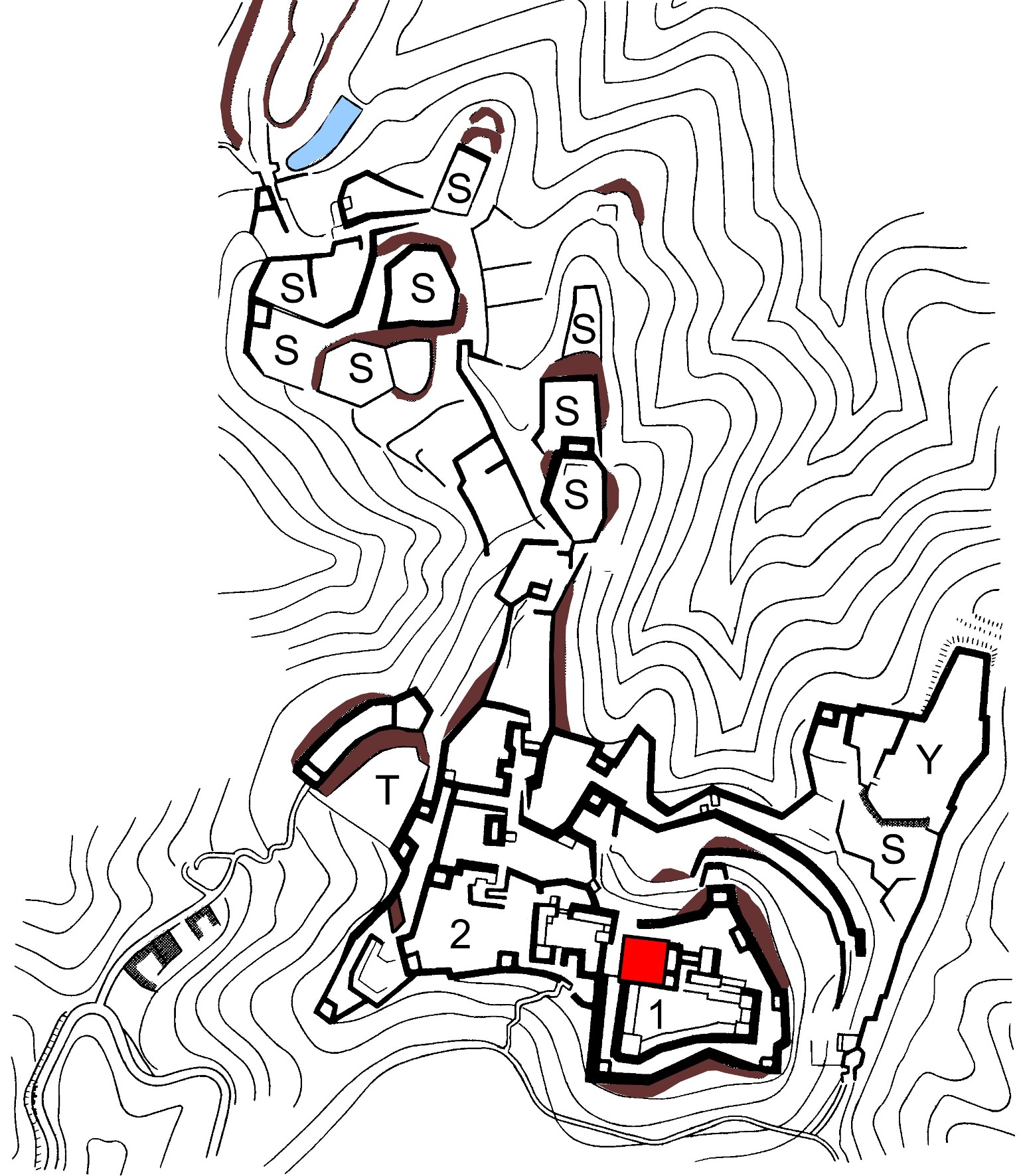
Burg Takatori: 1: Hommaru mit Burgturn (Rot), 2: Ni-no-maru
3: San-no-maru T: Tsubozakaguchi-kuruwa Y: Yoshinoguchi-kuruwa
S: Samurai-Quartiere

Eigentlich verbot die Verordnung zum Verhalten der Buke, also des Schwertadels, das Buke Shohatto (武家諸法度), ausgedehnte Burganlagen zu errichten. Aber unter bestimmten Umständen war es möglich, sich auf „übliche Renovierung“ (常普請, Tsune fushin) zu berufen. Und so wurde eine ungewöhnlich komplexe Anlage errichtet. Die in Weiß gestrichenen Gebäude auf dem Berg waren Anlass für den Spruch „Wenn Du Schnee im auf dem Takatori im Südwesten siehst, dann ist das die Burg von Tosa.“
Auf der Höhe zogen sich der zentrale Bereich, das Hommaru (本丸), der zweite und dritte Bereich Ni-no-maru (二ノ丸) und San-no-maru (三ノ丸) entlang. Im Hommaru stand der dreistöckige Burgturm (天守閣, tenshukaku), ergänzt durch einen kleinen dreistöckigen Burgturm. Die Vorbereiche Tsubozakaguchi-kuruwa (壺坂口曲輪) und Yoshinoguchi-kuruwa  (吉野口間輪) schützten die entsprechenden Zugänge. Weiter gab es Wachtürme mit etwas ausgefallenen Namen; den Enshō-Wachturm (烟硝櫓, Enshō-yagura), den „Blei-Wachturm“ (鉛櫓, Namaru-yagura) und den „Rüst-Wachturm“ (具足櫓, Guzoku-yagura). Sie waren über mit Langhäusern besetzten Bastionen verbunden.
Heute sind die vollständig erhaltenen Mauern als „Nationales Geschichtsspuren“ (国史跡, Kuni shiseki) registriert. Auch Reste der Erdwälle und Gräben sind sichtbar. Ein Burgtor wurde in die Stadt Takatori umgesetzt.